# Portugiesische Bischofskonferenz
Die Portugiesische Bischofskonferenz (port.: Conferência Episcopal Portuguesa) ist die zentrale Versammlung des portugiesischen Episkopats und hat seinen Sitz in Moscavide (Distrikt Lissabon).
Sie ist Mitglied im Rat der europäischen Bischofskonferenzen (CCEE) und der Kommission der Bischofskonferenzen der Europäischen Gemeinschaft (COMECE).

## Präsidium
- Präsident: José Ornelas Carvalho SCJ, Bischof von Leiria-Fatima
- Vizepräsident: Virgílio do Nascimento Antunes, Bischof von Coimbra
- Generalsekretär: Pater Manuel Joaquim Gomes Barbosa

## Ständiger Rat
- Präsident, Vizepräsident, Generalsekretär sowie:
- Manuel Clemente, Patriarch von Lissabon
- José Manuel Garcia Cordeiro, Erzbischof von Braga
- Manuel da Silva Rodrigues Linda, Bischof von Porto
- José Augusto Traquina Maria, Bischof von Santarém
- Francisco José Villas-Boas Senra de Faria Coelho, Erzbischof von Évora

## Bischöfliche Kommissionen
- Kultur und soziale Angelegenheiten
- Ökumene
- Christliche Erziehung
- Laien und Familie
- Liturgie
- Mission
- Flüchtlinge und Migranten
- Pastorale Sozialfragen

Im November 2021 beschloss die portugiesische Bischofskonferenz maximale Transparenz bei der Aufarbeitung
von sexuellem Missbrauch in ihrer Kirche.
Eine unabhängige Kommission hat uneingeschränkten Zugang zu allen Diözesanarchiven. Mitglieder der sechsköpfigen Kommission sind unter anderem ein früherer Justizminister, eine Soziologin und eine Regisseurin. Ihr Bericht soll Ende 2022 erscheinen.

## Delegierte
- CCEE: Jorge Ferreira da Costa Ortiga, Erzbischof von Braga, Präsident der Portugiesischen Bischofskonferenz
- COMECE: Amandio Tomás, Weihbischof in Évora

## Vorsitzende
- Manuel Gonçalves Kardinal Cerejeira, Patriarch von Lissabon (1958–1972)
- Manuel d’Almeida Trindade, Bischof von Aveiro (1972–1975)
- António Kardinal Ribeiro, Patriarch von Lissabon (1975–1981)
- Manuel d’Almeida Trindade, Bischof von Aveiro (1981–1987)
- António Kardinal Ribeiro, Patriarch von Lissabon (1987–1993)
- João Alves, Bischof von Coimbra (1993–1999)
- José Kardinal da Cruz Policarpo, Patriarch von Lissabon (1999–2005)
- Jorge Ferreira da Costa Ortiga, Erzbischof von Braga (2005–2011)
- José da Cruz Policarpo, Patriarch von Lissabon (2011–2013)
- Manuel Clemente, Patriarch von Lissabon (2013–2020)
- José Ornelas Carvalho, Bischof von Leiria-Fatima (seit 2020)